# Tucumbalam
Tucumbalam es una criatura mitológica maya cuya función consistió en contribuir a aniquilar a los Hombres de madera por órdenes de sus creadores celestiales; fue responsable de magullar y quebrar sus nervios y huesos para posteriormente molerlos. En esta labor fue auxiliado por el pájaro Xecotcovach.
También se le conoce como Tucurbalam y su nombre significa Brujo-búho. 